# 1-я дивизия (Канада)
1-я канадская дивизия (англ. 1st Canadian Division, фр. 1re Division du Canada) — оперативное командование и контролирующее формирование СВ Канады с штаб-квартирой на базе «Кингстон».
Сформированная в августе 1914 года 1-я канадская дивизия была формированием Канадских экспедиционных сил. Дивизия первоначально была составлена из батальонов, названных по провинциям происхождения, но эти названия были отменены перед прибытием дивизии в Великобританию 14 октября 1914 года. После Первой мировой войны дивизия была расформирована и снова мобилизована как 1-я кана́дская пехо́тная диви́зия (англ. 1st Canadian Infantry Division) 1 сентября 1939 г. на фронт Второй мировой войны. Дивизия также дважды воссоздавалась в ходе Холодной войны. В 2010 году формирование было воссоздано вновь, чтобы служить в качестве штаб-квартиры формирования СВ Канады уровня дивизии.

## Вторая мировая война
Дивизия была мобилизована ещё до официального объявления войны вместе со 2-й канадской пехотной дивизией. Дивизия пересекла Атлантический океан двумя главными конвоями в конце 1939 г., а дополнительные войска прибыли в Великобританию в начале февраля 1940 г. Командующим дивизией в 1939—1940 годах до её развёртывания в Канадский корпус являлся бригадный генерал Эндрю Макнотон.
В 1941 г. подразделение стало использовать красные прямоугольные боевые нашивки, аналогичные тем, что носила 1-я канадская дивизия в Первую мировую войну.

## Состав

### 1989 год
- 1-я механизированная дивизия (1 Canadian Division (Forward)) (г. Лар)

- управление дивизии и полк связи (1st Canadian Division Headquarters and Signal Regiment), г. Лар
- эскадрон Королевских канадских драгун (C Sqn Royal Canadian Dragoons), Гейджтаун

25 × Leopard C1, 12× M113, 1× M577, 2 × БРЭМ Bergepanzer 2 на базе Леопард 1)
- 119-я (119 Air Defence Battery, Royal Regiment of Canadian Artillery), Чатем (8 × ADATS, 10 × Javelin, 12 × M113)
- 22-й батальон Королевских канадских инженеров (22 Field Squadron, Royal Canadian Engineers), Гейджтаун
- Разведывательная рота 1-й дивизии (1st Canadian Division Intelligence Company), Кингстон
- 4-я механизированная бригада (4 Canadian Mechanized Brigade), г. Лар

- управление и рота связи (4 Canadian Mechanized Brigade Headquarters and Signal Squadron), г. Лар
- 8-й канадский гусарский полк (принцессы Луизы) (8th Canadian Hussars (Princess Louise’s)), г. Лар

77× Leopard C1, 20× Lynx, 36× M113, 2× M577, 6× Bergepanzer 2
- 1-й батальон Королевского 22-го полка (1st Battalion, Royal 22e Régiment), г. Лар

2× M577, 65× M113, 11× Lynx, 18× M113 TUA с ПТРК TOW, 24× M125 с 81-мм миномётом
- 3-й батальон Королевского канадского полка (3rd Battalion, Royal Canadian Regiment), Зёллинген

2× M577, 65× M113, 11× Lynx, 18× M113 TUA с ПТРК TOW, 24× M125 с 81-мм миномётом
- 1-й полк Королевской канадской конной артиллерии (1st Regiment, Royal Canadian Horse Artillery), г. Лар,

2× M577, 26× M109A4, 46× M113, 24× M548)
- 4-й инженерный полк (4 Combat Engineer Regiment), г. Лар

2× M577, 9× инженерных танков Badger на базе Леопард 1, 14× M113, 6× M548, 6× танковых мостоукладчиков Biber на базе Леопард 1)
- 444-я веротолётная эскадрилья (444 Tactical Helicopter Squadron) (приданное подразделение 1-й канадской авиационной дивизии (1 Canadian Air Division)), г. Лар (CH-136 Kiowa, UH-1N)
- 4-й батальон обслуживания (4 Service Battalion), г. Лар (4× M113, 2× Bergepanzer, 6× БРЭМ MTV-R на базе M113)
- 4-я полевая скорая помощь (4 Field Ambulance), г. Лар
- 4-й взвод военной полиции (4 Military Police Platoon), г. Лар
- 127-я батарея ПВО (127th Air Defence Battery) (придана от 4-го полка ПВО Королевского полка Канадской артиллерии), г. Лар (12× ADATS, 15× Javelin, 5× M113)

- 5-я механизированная бригада (5 Canadian Mechanized Brigade), Валькартье

- управление и рота связи (5 Canadian Mechanized Brigade Headquarters and Signal Squadron)
- 12-й бронетанковый полк (12e Régiment blindé du Canada) (38× Cougar, 23× Lynx)
- 2-й батальон Королевского канадского полка (2nd Battalion, Royal Canadian Regiment) (48× Grizzly, 11× Lynx)
- 2-й батальон Королевского 22-го полка (2nd Battalion, Royal 22e Régiment) (48× Grizzly, 11× Lynx)
- 3-й батальон Королевского 22-го полка (3rd Battalion, Royal 22e Regiment) (48× Grizzly, 11× Lynx)
- 5-й лёгкий артиллерийский полк (5e Régiment d’artillerie légère du Canada) (2× M577, 25× M109A4, 46× M113, 24× M548)
- 5-й инженерный полк (5 Combat Engineer Regiment)
- 430-я вертолётная эскадрилья (430 Tactical Helicopter Squadron), (CH-136 Kiowa, UH-1N)
- 5-й батальон обслуживания (5 Service Battalion)
- 5-я полевая скорая помощь (5 Field Ambulance)
- 5-й взвод военной полиции (5 Military Police Platoon)